# Can Llach (Tossa de Mar)
Can Llach és un edifici del municipi de Tossa de Mar (Selva). És una construcció de tres plantes, entre mitgeres, cobert amb una teulada plana aterrassada. L'edifici està ubicat al costat dret del carrer La Guàrdia. Forma part de l'Inventari del Patrimoni Arquitectònic de Catalunya.

## Descripció
L'immoble està estructurat internament basant-se en tres crugies. La planta baixa consta de tres obertures, a destacar especialment el gran portal d'arc carpanell rebaixat amb muntants de pedra ben treballats i escairats. Remarcar paral·lelament el bon treball que s'ha practicat en el portal de fusta, amb aquest arc de mig punt rebaixat coronat per garlandes florals. En el centre es pot llegir la data de 1865. El portal es troba flanquejat per dues obertures, una per banda, bastant irrellevants, ja que no sobresurten per cap element en especial com tampoc han rebut cap tractament singular. Tanmateix en l'obertura de la dreta hi trobem les dependències adreçades a la botiga, mentre que en la de l'esquerra, en la qual encara es conserven els muntants de pedra originaris, hi trobem l'entrada del garatge.
El primer i segon pis han estat resolts partint del mateix esquema formal, que consisteix en l'aplicació de tres obertures per pis, respectivament. Cinc d'aquestes sis obertures presenten la mateixa tipologia i resolució plàstica, és a dir cinc obertures emmarcades amb muntants de pedra i projectades com a balconades amb les seves respectives baranes de ferro forjat. Trenca aquest ritme compositiu, tot i que de manera tímida, la vitrina de l'extrem esquerre del primer pis. Una vitrina que en origen de ben segur que també estava projectada com a balconada, i que el seu canvi de funcionalitat seria relativament recent.
Tanca l'edifici en la part superior una gran cornisa treballada a diferents nivells, i ornada amb unes mènsules de dimensions discretes, sota de les quals trobem tres cossos semiesfèrics que delaten ràpidament la composició interna i estructural de l'edifici en tres crugies. Una cornisa que per les seves dimensions considerables, podria actuar com a barana per a la terrassa. Remarcar finalment que en tot l'espai físic de la façana es reprodueix el fals encoixinat, imitant els carreus de pedra regulars i desbastats.

## Història
La nissaga dels Esteve-Llach ha tingut una presència intensa en la vila de Tossa en temps relativament moderns. A part de Tomàs Vidal i Rei, un altre "indiano" amb llegenda fou el pare de Joaquim Esteve-Llach Bordas, el qual, establert a l'Argentina, va deixar la major part de la seva fortuna per la causa de la independència de Buenos Aires. En morir, el seu cor va ser enviat a la família dintre d'una urna de vidre, i allí va quedar durant molts anys sense corrompre's. Fins i tot després d'haver-se decidit d'enterrar-lo amb un seu descendent, va comparèixer íntegre en treure aquell taüt per enterrar-hi el fill de l'anterior company de caixa. La família conserva en un gran aparador de vidre una completa col·lecció d'animals procedents de les Amèriques, de l'Argentina juntament amb diversos mobles, i que constituïa tot junt l'únic llegat per als hereus.
A part d'aquesta figura mítica, cal remarcar a un altre membre de la nissaga Esteve-Llach com és Jaume Esteve-Llach Avelí, net de "l'indiano" Joaquim Esteve-Llach Bordas. Descendent d'una família de tapers, i principal propietari de la vila, Jaume Esteve-Llach va ser el fundador de la primera i única indústria vinícola, que, tot i els de caràcter artesanal, va tenir una difusió que depassava la intenció d'esbarjo que la motivà.
El cava de Can Llach era fet amb raïm de les vinyes de Can Martí i elaborat artesanalment al celler d'aquesta masia. Les caves començaren a funcionar el 1808 i van seguir un bon curs de producció més d'un segle de durada. La paciència monacal i l'elaboració independent de l'afany merament lucratiu van atorgar-li la bona anomenada dels vins escumosos que, amb el temps, arribaren a posar-se al costat dels de més tradició del Principat. L'hereu del capdavanter, Joaquim Esteve-Llach i Martí, continuà la tasca empresa pel seu pare. Únic coneixedor dels secrets del bon cava, comptava amb l'ajut del masover de la casa, en Pepet de Can Martí, que tenia cura de les vinyes i dels homes que les treballaven.
L'activitat dels cellers J. Esteve-Llach es va estendre fins a les acaballes de la Guerra Civil. Fins aleshores l'àmbit de distribució no es va cenyir a la vila, on totes les botigues i fondes —Can Regolta, Can Tort, Can Rovira, Ca Na Mariàngela— el tenien com el millor, sinó que arribava a Barcelona, on tenia gran acceptació. Fins i tot caldria parlar d'exportació del producte, car en el viatge d'exiliats de la colònia jueva, Steyer n'entaforava en els racons de l'autobús que anava cap a Europa a recollir els escàpols del nazisme, que venien d'arreu a refugiar-se a Tossa.